# Palomares del Campo
Palomares de Campo és un municipi situat a la província de Conca, a la comunitat autònoma de Castella-la Manxa. Està situat entre Torrejoncillo del Rey i Montalbo.
Palomares del Campo, es considera que es un municipi amb una rica història i que té una identitat cultural singular.
Té una superficie de 60,98 km².

## Geografia
Palomares del Campo es troba a la manxa alta, en un entorn natural, està envoltat de serres muntanyoses, camps verds i camps de gira-sols. La seva ubicació dona tret a un escenari agradable pels amants de la natura.

## Clima
Des-del punt de vista climatològic, el clima de Palomares del Campo correspon amb el clima continental. Les precipitacions mitjanes anuals són d'entre 600 i 700 mm. Aquest municipi es caracteritza per tenir uns hiverns amb baixes temperatures i uns estius amb altes temperatures, ja que a l'hivern la mitjana hi ha una temperatura d'entre 2 i 4°C, inclús pot arribar a estar sota 0. Mentres que a l'estiu la mitjana supera el 30°C. Això fa que la temperatura mitjana estigui alrededor del 14/15°C. Com a característica és que en aquest municipi pot haver-hi risc de gelades més de la meitat de l'any, des-d'octubre fins a maig.

## Demografia
| 1991 |  | 1996 |  | 2001 |  | 2004 |  | 2018 |  | 2021 |  | 2023 |
| ---- |  | ---- |  | ---- |  | ---- |  | ---- |  | ---- |  | ---- |
| 1087 |  | 1038 |  | 954  |  | 928  |  | 625  |  | 574  |  | 557  |

## Administració
| Període      | Nom de l'alcalde/-essa        | Partit polític | Data de possessió |
| ------------ | ----------------------------- | -------------- | ----------------- |
| 1979 - 1983  | Máximo Delgado López          | UCD            | 19/04/1979        |
| 1983 - 1987  | Máximo Delgado López          | UCD            | 28/05/1983        |
| 1987 - 1991  | Pedro Moreno Delgado          | AP             | 30/06/1987        |
| 1991 - 1995  | Pedro Moreno Delgado          | PP             | 15/06/1991        |
| 1995 - 1999  | Pedro Moreno Delgado          | PP             | 17/06/1995        |
| 1999 - 2003  | Cipriano Valero Zamora        | PP             | 03/07/1999        |
| 2003 - 2007  | Maria Ángela Rodriguez Toledo | PSOE           | 14/06/2003        |
| 2007 - 2011  | Maria Ángela Rodriguez Toledo | PSOE           | 16/06/2007        |
| 2011 - 2015  | María Dolores Pérez Moreno    | PP             | 11/06/2011        |
| 2015 - 2019  | María Dolores Pérez Moreno    | PP             | 13/06/2015        |
| 2019 - 2023  | María Dolores Pérez Moreno    | PP             | 15/06/2019        |
| Des del 2023 | Luis Miguel Acosta Cuesta     | PP             | 17/06/2023        |

## Història i patrimoni
Amb una rica història que es remunta a segles enrere, Palomares del Campo destaca pel seu patrimoni arquitectònic, amb edificis antics i monuments que reflecteixen la seva herència cultural. Els visitants poden explorar l'església local i altres llocs d'interès històric que donen testimoni del passat d’aquest municipi i de la regió.
Durant el segle xix, Palomares del Campo va ser escenari de diversos esdeveniments relacionats amb les guerres carlines i altres conflictes socials i polítics d'aquella època. Després de la Guerra Civil Espanyola (1936-1939), com moltes altres localitats d'Espanya, Palomares del Campo va passar per un període de reconstrucció i reorganització econòmica i social.

### Conquesta i repoblació
El mes de maig del 1085, va marcar un moment molt important en la història, es va dir “reconquista medieval española” això va passar quan Alfons VI va conquistar la ciutat de Toledo, degut a aquest fet va començar amb el procés de repoblació de tot el regne, entre ells, la manxa alta.

### Creació
S’estima que la creació de Palomares del Campo va ser l’any 1189, tot i això, no va començar a augmentar dràsticament la població fins a principis del segle XIII. Junt amb Palomares del Campo, es van crear 13 municipis més, també en aquella època.

## Tradicions i cultura
La comunitat de Palomares del Campo manté les seves tradicions vives a través de festes i celebracions locals. La festa més coneguda és la festa del cris de la pau, aquesta festa se celebra l’últim cap de setmana del mes de setembre. Un dels actes més importants que té són els toros o la verge del cap, aquesta és la patrona de Palomares del Campo, sempre està dintre de l’església, però els dies d’aquesta festa surt i passa per casa de tots els veïns del poble, és tradició que la gent estigui esperant a la porta fins que arriba. Aquestes tradicions ofereixen una oportunitat única per als visitants de participar en les festes locals i conèixer les pràctiques culturals de la zona. Aquest 2023 les festes van ser del 22 al 24 de setembre.

## Economia local i artesenat
L'economia local de Palomares del Campo es basa principalment en l'agricultura i l'artesanat. Els habitants locals d’aquest poble produeixen productes agrícoles frescos i artesanies tradicionals que es poden trobar als mercats locals, oferint als visitants una autèntica experiència de compra.

### Societat i economia
L'economia de Palomares del Campo ha estat tradicionalment agrícola, amb la producció de cereals, olives i ametlles com a activitats agrícoles principals. La seva estructura social ha estat influïda pel sistema feudal i més tard, per les transformacions econòmiques i socials de l'època moderna i contemporània.

## Gastronomia local
Els restaurants locals de Palomares del Campo, ofereixen una varietat de plats gastronòmics tradicionals d’aquelles terres. Aquests plats proporcionant una vista de les tradicions culinàries de la localitat als visitants. Entre altres plats reconeguts estan les “migas manchegas” o la “sopa de ajo”.